# Bart Verbruggen (voetballer)
Bart Verbruggen (Zwolle, 18 augustus 2002) is een Nederlandse doelman in het betaald voetbal. Hij verruilde RSC Anderlecht in juli 2023 voor Brighton & Hove Albion. Hij debuteerde in 2023 voor het Nederlands voetbalelftal.

## Levensloop

### NAC Breda
Verbruggen is geboren in Zwolle en groeide op in Breda. Hij begon met voetballen bij WDS '19. Via de keepersacademie van Arno van Zwam belandde hij in 2014 bij NAC Breda. In oktober 2019 ondertekende hij zijn eerste profcontract bij NAC. Verbruggen speelde geen enkele officiële wedstrijd voor NAC, maar werd er wel gezien als een groot talent.

### Anderlecht
In augustus 2020 maakte Verbruggen voor 300.000 euro de overstap naar RSC Anderlecht, waar hij met keeperstrainer Jelle ten Rouwelaar een oude bekende tegenkwam. Hij werd er derde doelman bij de A-kern, na Hendrik Van Crombrugge en Timon Wellenreuther. Op 2 mei 2021 maakte hij zijn officiële debuut voor Anderlecht. Op de eerste speeldag van de Champions' play-offs kreeg hij de voorkeur boven Timon Wellenreuther voor de wedstrijd tegen Club Brugge. Verbruggen maakte een degelijke indruk bij zijn debuut. Verbruggen bleef uiteindelijk tot het einde van het seizoen in doel staan.
In het seizoen 2021/22 nam Van Crombrugge zijn plek in doel weer in. Toen de aanvoerder op 8 maart 2022 met rugklachten sukkelde en ook Colin Coosemans niet fit was, kreeg Verbruggen in de Champions' play-offs-wedstrijd tegen Antwerp FC opnieuw een kans. Vanaf de tweede helft van het clubseizoen van 2022/23 kreeg hij opnieuw een basisplek onder de lat. Uiteindelijk werd hij door de supporters uitgeroepen tot Anderlecht-speler van het seizoen.

### Brighton Hove & Albion
Na het seizoen 22-23 vertrok hij naar Brighton & Hove Albion FC. Met de deal was een transfersom van twintig miljoen euro gemoeid. Daarmee werd hij de duurst uitgaande transfer van een doelman in het Belgisch voetbal. Hij debuteerde op 26 augustus 2023 tegen West Ham United. In zijn eerste seizoen rouleerde trainer Roberto De Zerbi tussen Verbruggen en Jason Steele, waardoor beiden ongeveer evenveel wedstrijden keepten.

## Clubstatistieken
| Seizoen         | Club                   | Competitie      | Competitie | Competitie | Beker | Beker | Europees | Europees | Totaal | Totaal |
| Seizoen         | Club                   | Competitie      | Wed.       | Dlp.       | Wed.  | Dlp.  | Wed.     | Dlp.     | Wed.   | Dlp.   |
| --------------- | ---------------------- | --------------- | ---------- | ---------- | ----- | ----- | -------- | -------- | ------ | ------ |
| 2019/20         | NAC Breda              | Eerste Divisie  | 0          | 0          | 0     | 0     | —        | —        | 0      | 0      |
| 2020/21         | Anderlecht             | Eerste klasse   | 6          | 0          | 0     | 0     | —        | —        | 6      | 0      |
| 2021/22         | Anderlecht             | Eerste klasse   | 1          | 0          | 0     | 0     | —        | —        | 1      | 0      |
| 2022/23         | Anderlecht             | Eerste klasse   | 17         | 0          | 1     | 0     | 6        | 0        | 24     | 0      |
| 2023/24         | Brighton & Hove Albion | Premier League  | 21         | 0          | 3     | 0     | 3        | 0        | 27     | 0      |
| 2024/25         | Brighton & Hove Albion | Premier League  | 5          | 0          | 1     | 0     | —        | —        | 6      | 0      |
| Carrière totaal | Carrière totaal        | Carrière totaal | 50         | 0          | 5     | 0     | 9        | 0        | 64     | 0      |

Bijgewerkt op 9 oktober 2024.

## Interlandcarrière
Verbruggen debuteerde op 11 oktober 2019 voor Nederland -18 in een vriendschappelijke interland tegen België (3-2-winst). Kort daarna was hij een van de drie doelmannen van Nederland op het WK onder 17 in Brazilië, naast Calvin Raatsie en Tein Troost.
In maart 2023 werd Verbruggen door bondscoach Ronald Koeman opgenomen in de selectie voor de kwalificatieduels tegen Frankrijk en Gibraltar voor het Europees kampioenschap 2024. Later die maand moest Verbruggen met vier andere spelers noodgedwongen het trainingskamp verlaten wegens een virusinfectie. Hij debuteerde uiteindelijk in het Nederlands elftal op 13 oktober 2023 in de EK-kwalificatie tegen Frankrijk in de Johan Cruijff ArenA. In juni 2024 koos Koeman hem als eerste doelman voor het EK 2024 later die maand. Verbruggen maakte op 16 juni zijn EK-debuut in de met 1-2 gewonnen openingswedstrijd tegen Polen. Verbruggen speelde in alle zes wedstrijden mee dat EK, totdat Engeland in de halve finale te sterk was. Verbruggen maakte een uitstekende indruk in zijn eerste eindtoernooi. 
| Interlands van Bart Verbruggen voor Nederland | Interlands van Bart Verbruggen voor Nederland | Interlands van Bart Verbruggen voor Nederland | Interlands van Bart Verbruggen voor Nederland | Interlands van Bart Verbruggen voor Nederland | Interlands van Bart Verbruggen voor Nederland |
| №                                             | Datum                                         | Wedstrijd                                     | Uitslag                                       | Soort wedstrijd                               | Doelpunten                                    |
| --------------------------------------------- | --------------------------------------------- | --------------------------------------------- | --------------------------------------------- | --------------------------------------------- | --------------------------------------------- |
|                                               |                                               |                                               |                                               |                                               |                                               |
| Als speler Brighton & Hove Albion             |                                               |                                               |                                               |                                               |                                               |
| 1.                                            | 13 oktober 2023                               | Nederland – Frankrijk                         | 1 – 2                                         | Kwalificatie EK 2024                          |                                               |
| 2.                                            | 16 oktober 2023                               | Griekenland – Nederland                       | 0 – 1                                         | Kwalificatie EK 2024                          |                                               |
| 3.                                            | 18 november 2023                              | Nederland – Ierland                           | 1 – 0                                         | Kwalificatie EK 2024                          |                                               |
| 4.                                            | 21 november 2023                              | Gibraltar – Nederland                         | 0 – 6                                         | Kwalificatie EK 2024                          |                                               |
| 5.                                            | 26 maart 2024                                 | Duitsland – Nederland                         | 2 – 1                                         | Vriendschappelijk                             |                                               |
| 6.                                            | 6 juni 2024                                   | Nederland – Canada                            | 4 - 0                                         | Vriendschappelijk                             |                                               |
| 7.                                            | 10 juni 2024                                  | Nederland – IJsland                           | 4 – 0                                         | Vriendschappelijk                             |                                               |
| 8.                                            | 16 juni 2024                                  | Polen – Nederland                             | 1 – 2                                         | EK 2024                                       |                                               |
| 9.                                            | 21 juni 2024                                  | Nederland – Frankrijk                         | 0 – 0                                         | EK 2024                                       |                                               |
| 10.                                           | 25 juni 2024                                  | Nederland – Oostenrijk                        | 2 – 3                                         | EK 2024                                       |                                               |
| 11.                                           | 2 juli 2024                                   | Roemenië – Nederland                          | 0 – 3                                         | EK 2024                                       |                                               |
| 12.                                           | 6 juli 2024                                   | Nederland – Turkije                           | 2 – 1                                         | EK 2024                                       |                                               |
| 13.                                           | 10 juli 2024                                  | Nederland – Engeland                          | 1 – 2                                         | EK 2024                                       |                                               |
| 14.                                           | 7 september 2024                              | Nederland – Bosnië en Herzegovina             | 5 – 2                                         | Nations League 2024/25                        |                                               |
| 15.                                           | 10 september 2024                             | Nederland – Duitsland                         | 2 – 2                                         | Nations League 2024/25                        |                                               |
| 16.                                           | 11 oktober 2024                               | Hongarije – Nederland                         | 1 – 1                                         | Nations League 2024/25                        |                                               |
| 17.                                           | 14 oktober 2024                               | Duitsland – Nederland                         | 1 – 0                                         | Nations League 2024/25                        |                                               |
| 18.                                           | 16 november 2024                              | Nederland – Hongarije                         | 4 – 0                                         | Nations League 2024/25                        |                                               |
| 19.                                           | 20 maart 2025                                 | Nederland – Spanje                            | 2 – 2                                         | Nations League 2024/25                        |                                               |
| 20.                                           | 23 maart 2025                                 | Spanje - Nederland                            | –                                             | Nations League 2024/25                        |                                               |